# Schloss Niederweiden
Schloss Niederweiden ist ein Barockschloss in Engelhartstetten im Marchfeld im Bezirk Gänserndorf (Niederösterreich). Es ist eines der sechs Marchfeldschlösser.

## Geschichte

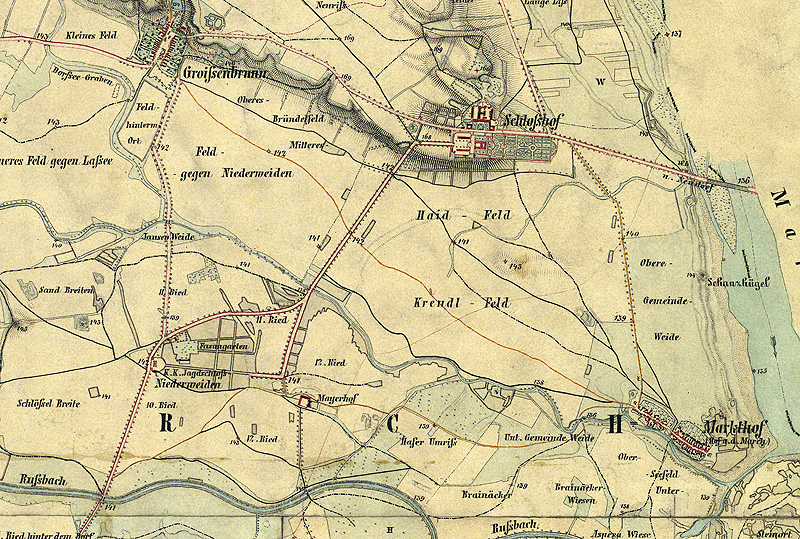
Das „K.K Jagdschloß Niederweiden“ zwischen Schloßhof und Engelhartstetten um 1873 (Aufnahmeblatt der Landesaufnahme)

Im Mittelalter befand sich auf dem Gebiet des heutigen Schlossburgs eine Wasserburg, die im Lauf der Jahrhunderte verfiel. Das heutige Schloss wurde 1693/94 von Johann Bernhard Fischer von Erlach für Ernst Rüdiger von Starhemberg unter dem Namen Jagdschloss Engelhartstetten errichtet. 1725 erwarb Prinz Eugen von Savoyen das Schloss und adaptierte es zu einem Jagdschloss. Sein heutiges Aussehen erhielt das Schloss unter Maria Theresia um 1765 durch den Hofarchitekten Nikolaus Pacassi. Die Malereien des Festsaals stammen von Jean-Baptiste Pillement. Nur die Wildküche, die sich in einem Nebengebäude befindet, spiegelt im Wesentlichen noch den Zustand unter Prinz Eugen. Maria Theresia plante anfänglich, das Schloss als Witwensitz zu nutzen, gab dieses Vorhaben aber schließlich auf. Durch die Nutzung als Pferdestall ab 1898 und später aufgrund der Nutzung durch die Rote Armee verfiel das Schloss.
Um 1980 wurde mit der Revitalisierung des Schlosses begonnen: 1986 war Schloss Niederweiden gemeinsam mit dem benachbarten Schloss Hof Schauplatz der Niederösterreichischen Landesausstellung (siehe Niederösterreichische Landesausstellung) zum 250. Todestag des Prinzen Eugen. Nachdem das Schloss mehrere Jahre lang nur als Event-Location zur Verfügung stand, werden dort seit 2016 gemeinsam mit Schloss Hof Ausstellungen gezeigt: 2016 war es einer von vier Standorten der Ausstellung zum 100. Todestag von Kaiser Franz Joseph und dem Thema Jagd gewidmet. Nach einer Ausstellung über Kaiserin Maria Theresia (2017) und zwei Ausstellungen über das Thema Nahrung (2018 und 2019; eine dritte Folge wurde aus Mangel an Publikumsinteresse abgeblasen) wird es 2020 eine Ausstellung über Elisabeth von Österreich-Ungarn zeigen. Schloss Niederweiden kann nach wie vor als Veranstaltungsort genutzt worden: 15 herrschaftliche Räume – darunter die barocke Wildküche aus der Zeit des Prinzen Eugen – können für private Feste und Feiern (z. B. Geburtstage, Hochzeiten) sowie Tagungen und Konferenzen angemietet werden.

## Verwaltung
Im Jahr 2002 wurde das Schloss privatisiert und wie Schloss Hof bis 2015 von der „Marchfeldschlösser Revitalisierungs- und Betriebsgesellschaft m.b.H.“ (MRBG) verwaltet. Im Juli 2015 ging die MRBG in der Schloß Schönbrunn Kultur- und Betriebsgesellschaft (SKB) auf, sodass Schloss Niederweiden nun unter der Verwaltung letzterer steht.

## Garten und Nebengebäude
Der Niederweidner Barockgarten wurde auf dem Gelände und unter Einbindung der Ruinen des mittelalterlichen Dorfes Grafenweiden (urkundlich erwähnt 1045, zerstört 1450) angelegt. „Die Substruktionen des Hausberges wurden wohl als willkommene Basis in die Gestaltung dieser heute bereits abgekommenen Anlagen integriert“. Bei der Grafenweidner Kirche wurde 2013 an einer siebenarmigen Linde ein Ex-Voto-Bild angebracht. Der Ort lädt wieder zum Verweilen und zur Andacht ein. Die Teilflächen der Wüstung (Wald und umliegende Acker-/Grünlandflächen) sind heute Bodendenkmalschutzgebiet. Jeglicher Eingriff in den Boden durch unbefugte Dritte ist gemäß den Bestimmungen des Denkmalschutzgesetzes bei Strafe untersagt.
Zwei Gebäude aus der Barockzeit sind, neben dem Jagdschloss selbst, noch erhalten und werden bewirtschaftet. Die Meierei (der Milchhof/im 20. Jahrhundert als Gutshof Niederweiden bezeichnet) – heute im Privatbesitz – und das „Alte Jägerhaus“. Auf Grundmauern eines Gebäudes des Dorfes Grafenweiden wurde unter Prinz Eugen der Sitz des Fasangarten-Jägers errichtet (siehe Ortsbezeichnung im Aufnahmeblatt der Landesaufnahme). Das Gelände diente in den folgenden Jahrhunderten der kk. Armee als Ausbildungsflächen für Reit- und Fahrunterricht. Im 20. Jahrhundert wurde an der NW-Ecke des Gartengeländes ein weitum bekanntes Gasthaus betrieben. Dieses Gebäude überlebte allerdings den (Endkampf im) Zweiten Weltkrieg nicht. Ziegel und Scherben von Biergläsern zeugen u. a. vom Zerstörungswerk. Heute ist der ehemalige Barockgarten (außer kleinere Flächen östlich des Schlosses) wildromantischer Wald und wird forstwirtschaftlich bzw. jagdlich genutzt. Das „Alte Jägerhaus“, einige landwirtschaftliche Nutzflächen und Teilflächen des Mittelalterdorfes Grafenweiden dienen der Pflanzenwerkstatt Grafenweiden (private Land-, Forst- und Gartenwirtschaft, mit ForstBaumSchule, Kunst-, Kultur- und Bildungsaktivitäten, sowie Waldschule) als Betriebsgelände.